# Musikhochschule
Eine Musikhochschule, Hochschule für Musik,  Musikakademie oder Musikuniversität ist eine Hochschule für die musikalische Berufsausbildung und eine Sonderform der Kunsthochschule. Konservatorien können ebenfalls universitären Charakter haben.

## Hochschulpolitischer Status
In Würdigung der Eigendynamik und Individualität personaler künstlerischer Reifungsprozesse bei Studienbewerbenden und Studierenden werden den Kunst- und Musikhochschulen in vielen Mitgliedsländern des Europäischen Hochschulraums Sonderrechte gegenüber den nicht-musischen Hochschulen eingeräumt. Diese Sonderrechte erlauben ein bewusstes Abweichen von dem auf Quantifizierung und Schematisierung angelegten Regelwerk des Bologna-Prozesses. So soll zugunsten der freien Entfaltung der Künstlerpersönlichkeit mehr struktureller und inhaltlicher Spielraum in der Gestaltung des berufsqualifizierenden Musikstudiums möglich sein.

## Nationales

### Deutschland
1843 wurde in Leipzig das Conservatorium der Musik gegründet, die heutige Hochschule für Musik und Theater „Felix Mendelssohn Bartholdy“ Leipzig, die als älteste Musikhochschule Deutschlands gilt. Den Titel Hochschule führte erstmals die 1869 gegründete Königliche Hochschule für Musik in Berlin.
Heute gibt es in Deutschland – bezogen auf die Relation von Studienbewerbenden und Studienplätzen – eine sehr hohe Anzahl an eigenständigen Musikhochschulen und Hochschulinstituten für Musik, die berufsqualifizierende Grade verleihen. In der hochschul- und kulturpolitischen Diskussion wird mitunter kritisiert, es gebe „zu viele“ Musikhochschulen in Deutschland.
Das berufsqualifizierende Studium in Deutschland ist aufgrund seiner hohen fachlichen Standards und aufgrund der vergleichsweise niedrigen Studiengebühren auch für Ausländer attraktiv; jeder zweite Studierende an einer deutschen Musikhochschule kommt mittlerweile aus dem Ausland.
Während an Universitäten bis zu 20 und an Fachhochschulen zwischen 25 und 50 Prozent der Lehrveranstaltungen von nicht-festangestellte Lehrbeauftragten durchgeführt werden, liegt dieser Anteil an den deutschen Musikhochschulen bei teilweise mehr als 60 oder sogar 70 Prozent. Dies wird nicht nur von den Betroffenen selbst, sondern zunehmend auch im öffentlichen Diskurs als unsozial und systemisch prekarisierend angesehen.
In Deutschland gewähren einige Bundesländer kraft ihrer Kulturhoheit Sonderrechte für Kunst-/Musikhochschulen. Diese sind in den Hochschulgesetzen der Länder (LHG/HSchG/HG) in Abstimmung mit den Studienakkreditierungsverordnungen der Länder verankert. In Nordrhein-Westfalen und im Saarland regelt jeweils ein eigenes Kunsthochschulgesetz (KunstHG; hier auch Musikhochschulen subsumiert) bzw. Musikhochschulgesetz (MhG) die Sonderbelange des berufsqualifizierenden Musikstudiums.
Folgende Sonderrechte können den Musikhochschulen im jeweiligen Landesrecht gewährt werden:
- Zugang zum Studium auch ohne formelle Hochschulreife, sofern die betreffenden Studienbewerbenden eine besondere studiengangbezogene Eignung bzw. künstlerische Begabung sowie eine den Anforderungen der Hochschule entsprechende Allgemeinbildung nachweisen können.

- Ausnahmen vom Grundsatz der Akkreditierung, so z. B. reduzierte und modifizierte Anwendung der sonst üblichen Grundsätze der Modularisierung der Studiengänge und des Leistungspunktsystems.

- Vergabe von anderen Abschlussgraden als jenen der Bologna-Erklärung Bachelor und Master.

Als Instrument der Exzellenzförderung unter den Studierenden schreiben die deutschen Musikhochschulen via ihrer Rektorenkonferenz (RKM) jährlich den „Hochschulwettbewerb der Musikhochschulen in der Bundesrepublik Deutschland“ aus. Die gestaffelt dotierte Auszeichnung wird von den in der RKM vertretenen Musikhochschulen gemeinsam sowie vom Bundesland, in dem der Hochschulwettbewerb stattfindet, finanziert.
In Deutschland existieren derzeit 24 eigenständige Musikhochschulen, 9 Hochschulen für Kirchenmusik sowie 5 Hochschulinstitute für Musik unter dem Dach einer Volluniversität. Vgl. hierzu ausführlich die
Liste der Musikhochschulen und Konservatorien in Deutschland

### Andere Länder
- Liste der Musikhochschulen und Konservatorien in Italien
- Liste der Musikhochschulen und Konservatorien in Österreich
- Liste der Musikhochschulen in Polen
- Liste von Musikhochschulen und Konservatorien in der Volksrepublik China